# Manose
Manose é um açúcar, carboidrato monossacarídeo, da série de carboidratos de seis carbonos (hexose).
A manose entra na corrente de metabolismo dos carboidratos pela fosforilação e conversão de frutose-6-fosfato.  Existem vias tributárias que levam glicogênio, frutose, galactose e manose à via glicolítica.
As enzimas capazes de hidrolisar ligações alfa e beta da manose são chamadas manosidases.